# The Zimmers
The Zimmers est un groupe britannique de rock composé de personnes du troisième et du quatrième âge. Alf Carretta, le chanteur principal, est décédé le 29 juin 2010 à l'âge de 93 ans, et le doyen du groupe a 104 ans. 
Ce groupe fut créé à l'occasion d'un documentaire diffusé par la BBC le 28 mai 2007, afin d'illustrer les sentiments d'isolement et d'emprisonnement des personnes âgées.
Le logo des Zimmers est une parodie de celui des Beatles. 

## Discographie
The Zimmers ont enregistré un single, reprise des Who : My Generation. Le titre qui atteint la 26e place des charts anglais fut produit par Mike Hedges et enregistré au mythique Beatles Studio 2 d'Abbey Road.
Le 13 juillet 2007, à l'occasion du Richard & Judy Show, le groupe annonce la sortie prochaine d'une autre reprise (Firestarter de Prodigy) et d'un album baptisé Lust for Life.

## Le documentaire de la BBC
Le documentariste Tim Samuels a parcouru le Royaume-Uni pour enquêter sur le sentiment d'isolement des personnes âgées au sein d'une série de reportages intitulés Power to the People. Samuels a rassemblé une quarantaine de pensionnaires de maisons de retraite afin de former le groupe des Zimmers.

## Membres
Environ quarante personnes apparaissent sur la vidéo du titre My Generation, totalisant un cumul de plus de 3000 ans. Parmi eux :
- Winifred Warburton (99 ans)
- Eric Whitty (69)
- Tim O'Donovan (81)
- Joan Bennett
- Barry Foy (69) (Batterie)
- Alf Carretta (90) (Chanteur principal)
- Deddie Davies (69)
- Peter Oakley (80)
- Buster Martin (101)
- John Tree
- Bubbles Tree
- Grace Cook (83)
- Charlotte Cox (84)
- Irene Samain
- Joanna Judge
- Jessie Thomason (85)
- Vera Welch (80)
- Ann Sherwin (79)
- Norma Walker
- Anne Morrissey
- Frank Morrissey
- Maura Duckett
- Maura Haughey (65)
- Peggie Bohan (65)
- Peter Comerford
- Peggie Crowely
- John Learnord
- Mollie Ormonde